# Virgilio Raffinetti
Virgilio Raffinetti (San Juan, 29 de diciembre de 1869 – La Plata, 21 de noviembre de 1946) fue un astrónomo argentino, segundo director del Observatorio Astronómico de La Plata.

## Biografía
Virgilio Raffinetti nació en San Juan, hijo de padres lombardos provenientes de Stradella, un pueblo del norte de Italia. Se recibió de ingeniero en 1881, y colaboró con Dardo Rocha en la fundación de la Ciudad de La Plata.
En el Observatorio de La Plata sucedió a Francisco Beuf como Director cuando éste falleció en 1899. Mantuvo el Servicio Meteorológico Provincial hasta el 31 de agosto de 1902. Publicó los últimos datos en 1905 abarcando desde septiembre de 1902 a agosto de 1903.
Entre sus logros se encuentra el mejoramiento del servicio horario público y del puerto. Logró determinar la longitud de La Plata mediante señales radiohorarias con el Observatorio de Córdoba.
En 1903 montó en el Observatorio el Círculo Meridiano Gautier que, encajonado, estaba en poder de la Provincia. Encontró defectos en el ocular y en los microscopios intentando su arreglo en Buenos Aires. No teniendo éxito lo envió a París, y ya de regreso el anteojo fue inaugurado el 16 de septiembre de 1903. La Sala que albergó este instrumento fue llamada Francisco Beuf, en honor al primer director del Observatorio.
Debió ceder la red meteorológica provincial a la Oficina Meteorológica Nacional, parte del instrumental magnético a la Armada y un anteojo meridiano portátil al Instituto Geográfico Militar.
En 1903, el oficial Joseph Rey del Français de la expedición antártica del Dr. Charcot, realizó mediciones gravimétricas en el Observatorio. El Doctor Alberto Alessio y el Príncipe de Saboya, visitaron el Observatorio en junio-julio de 1905. Estos realizaron determinaciones de la gravedad con el Tripendular Sterneck y de la declinación (D) y la inclinación (I) con un magnetómetro de senos unifilar.
En 1905 se realiza el traspaso del Observatorio a la Nación.
El 9 de julio de 1916 detuvo a un hombre mientras le disparaba al presidente Victorino de la Plaza.
Muere a los 76 años, en 1946, en la Ciudad de La Plata.

## Publicaciones
- La astronomía en el siglo XIX. Breves apuntes dedicados al 2do Congreso científico latinoamericano. Virgilio Raffinetti. 1901.
- Descripción de los Instrumentos Astronómicos del Observatorio de La Plata. Virgilio Raffinetti. 1904.
- Gravedad Relativa entre La Plata (Observatorio Nacional) y Padua (R. Observatorio). Alberto Alessio. 1905.
- Diferencia de longitud, entre los Observatorios de Córdoba y La Plata. Virgilio Raffinetti y Gregorio Cánepa. 1904.

## Eponimia
- El asteroide (3648) Raffinetti lleva este nombre en su memoria.